# Denverské umělecké muzeum
Denverské umělecké muzeum (Denver Art Museum) je umělecká galerie v Denveru, hlavním městě státu Colorado. Bylo založeno v roce 1893. Je to nejvýznamnější muzeum v Denveru a jeho hlavními sídly jsou Severní budova dokončená v roce 1971, kterou navrhl Gio Ponti a připomíná hrad, a Hamiltonova budova postavená v letech 2003 až 2006 pod vedením architekta Daniela Libeskinda. Nejvýznamnější součástí muzea jsou sbírky indiánského umění, je zde však dobře zastoupeno i klasické evropské umění a další směry.

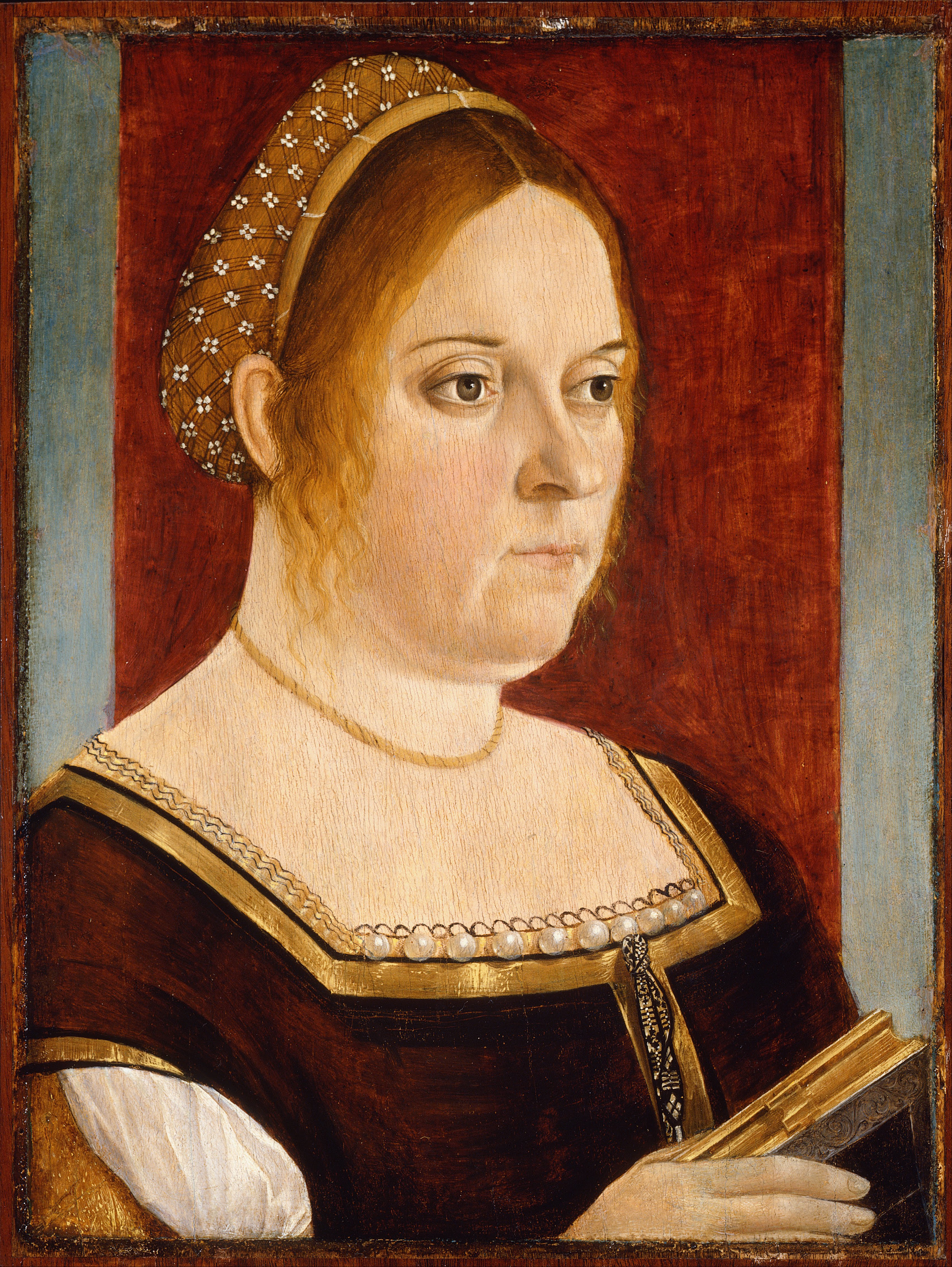
Vittore Carpaccio: Dáma s knihou
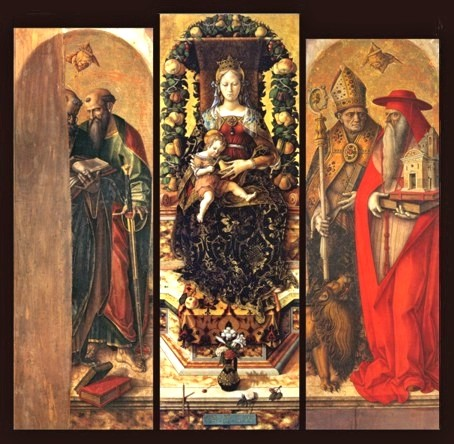
Carlo Crivelli: Camerinský polyptich
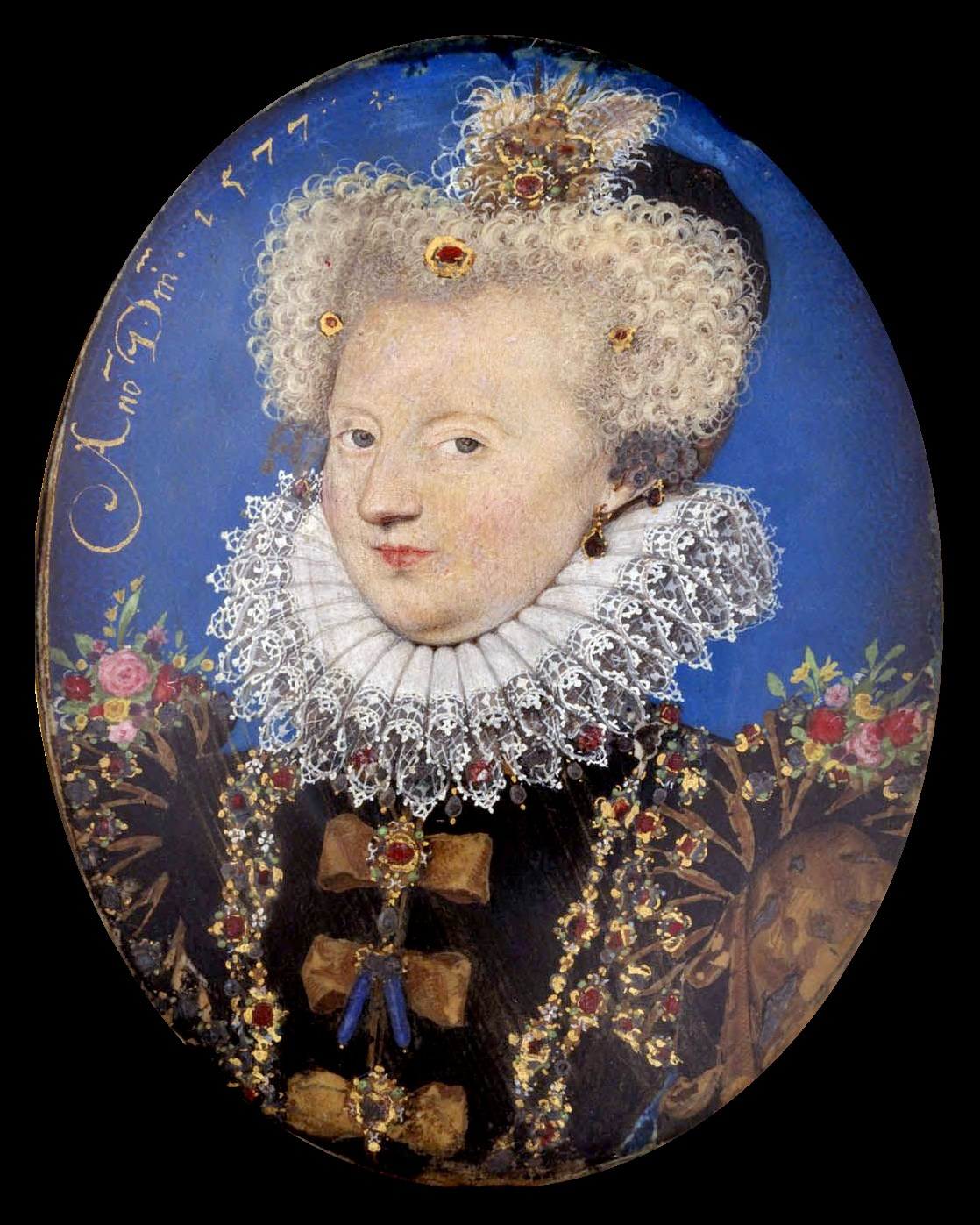
Nicholas Hilliard: Markéta z Valois
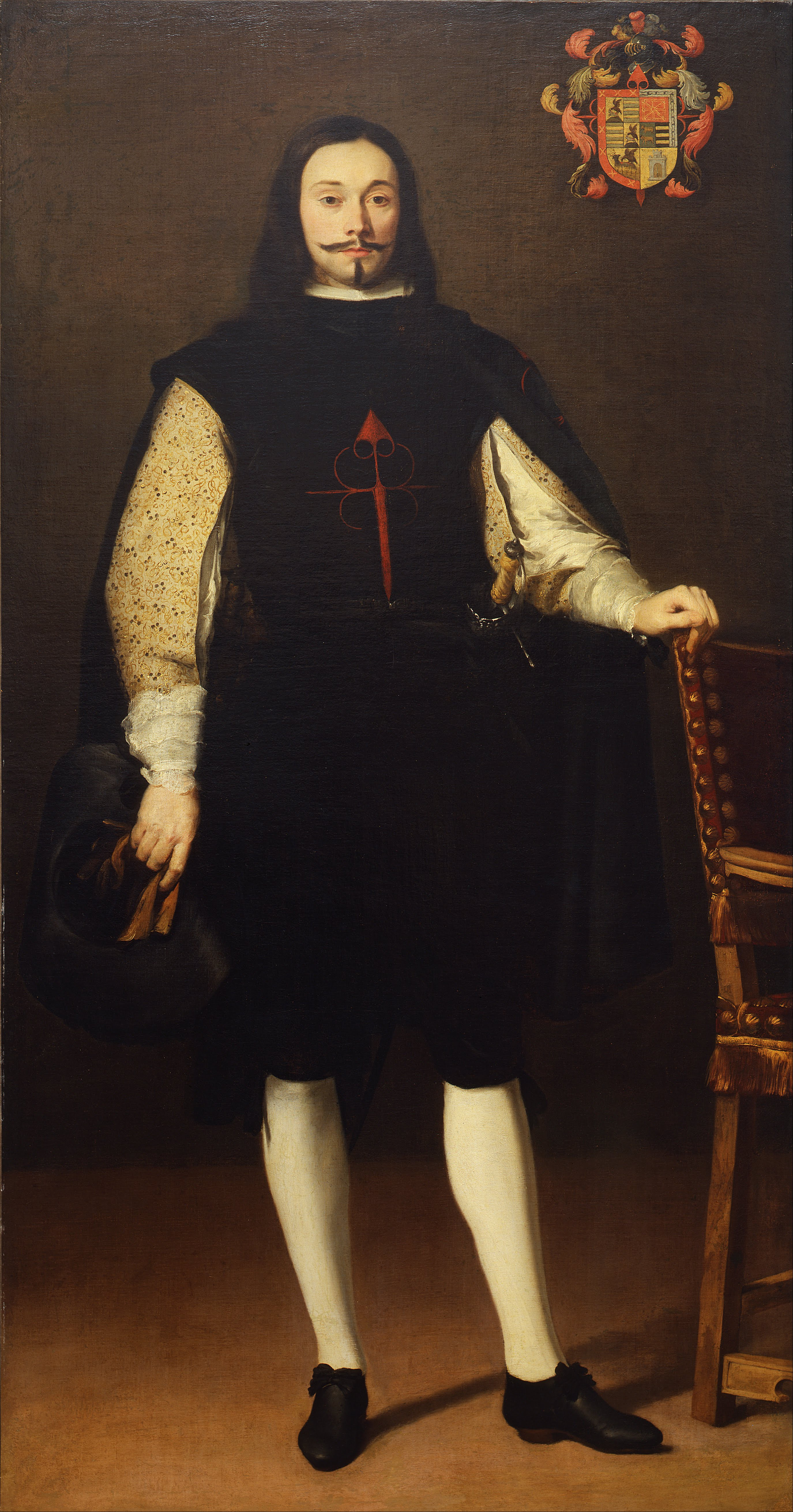
Bartolomé Esteban Murillo: Don Diego Felix de Esquivel y Aldama
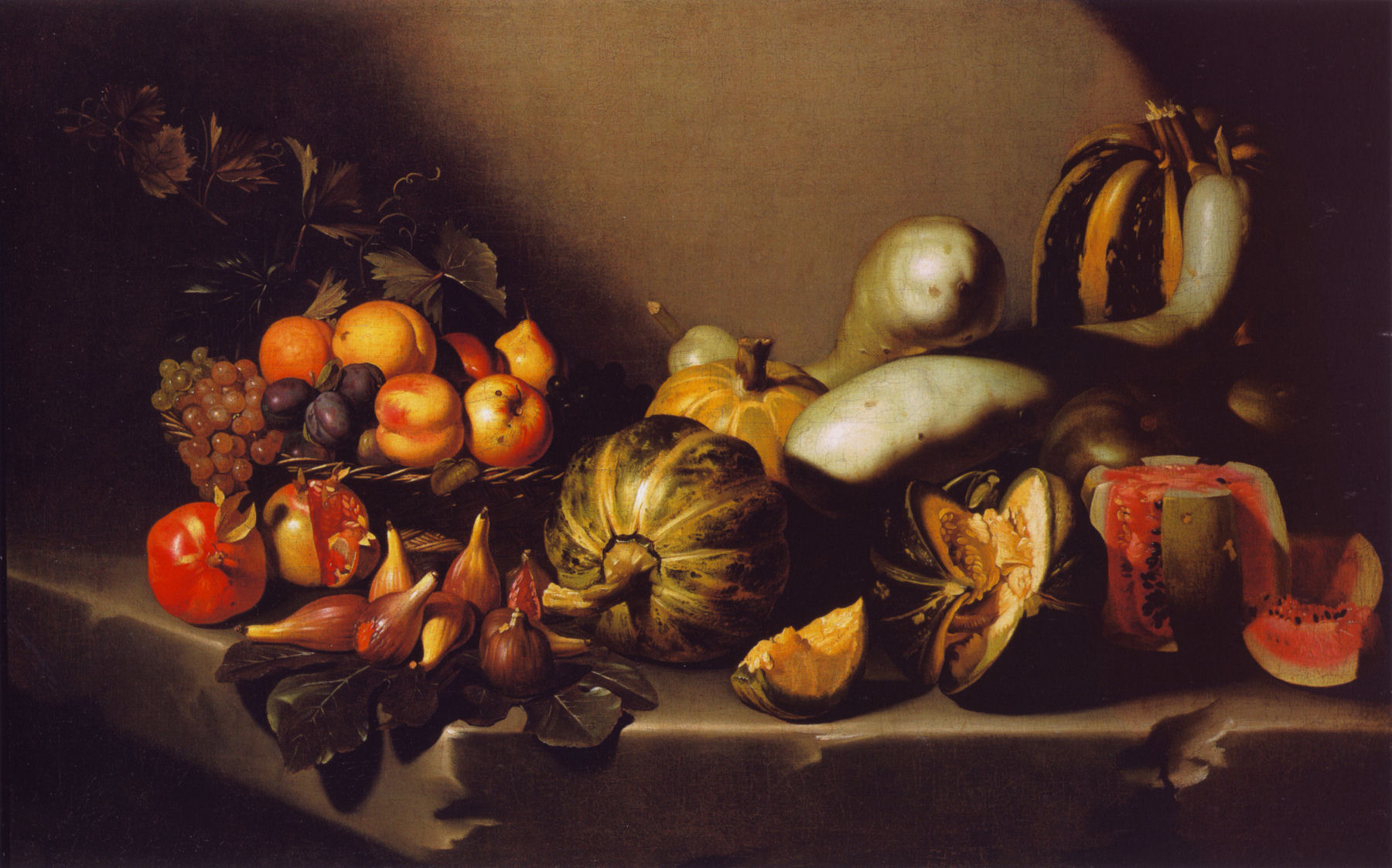
Caravaggio: Zátiší
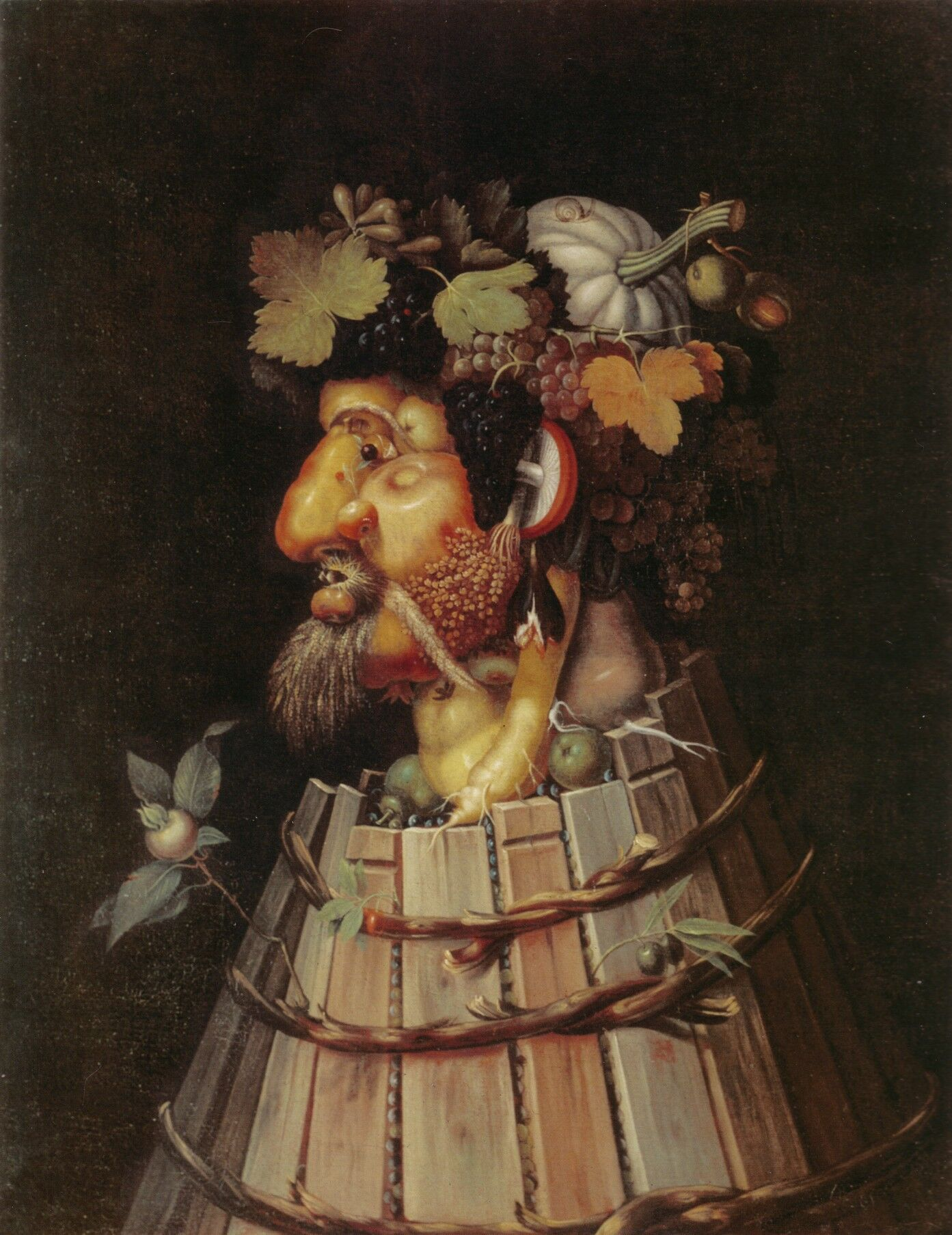
Giuseppe Arcimboldo: Podzim
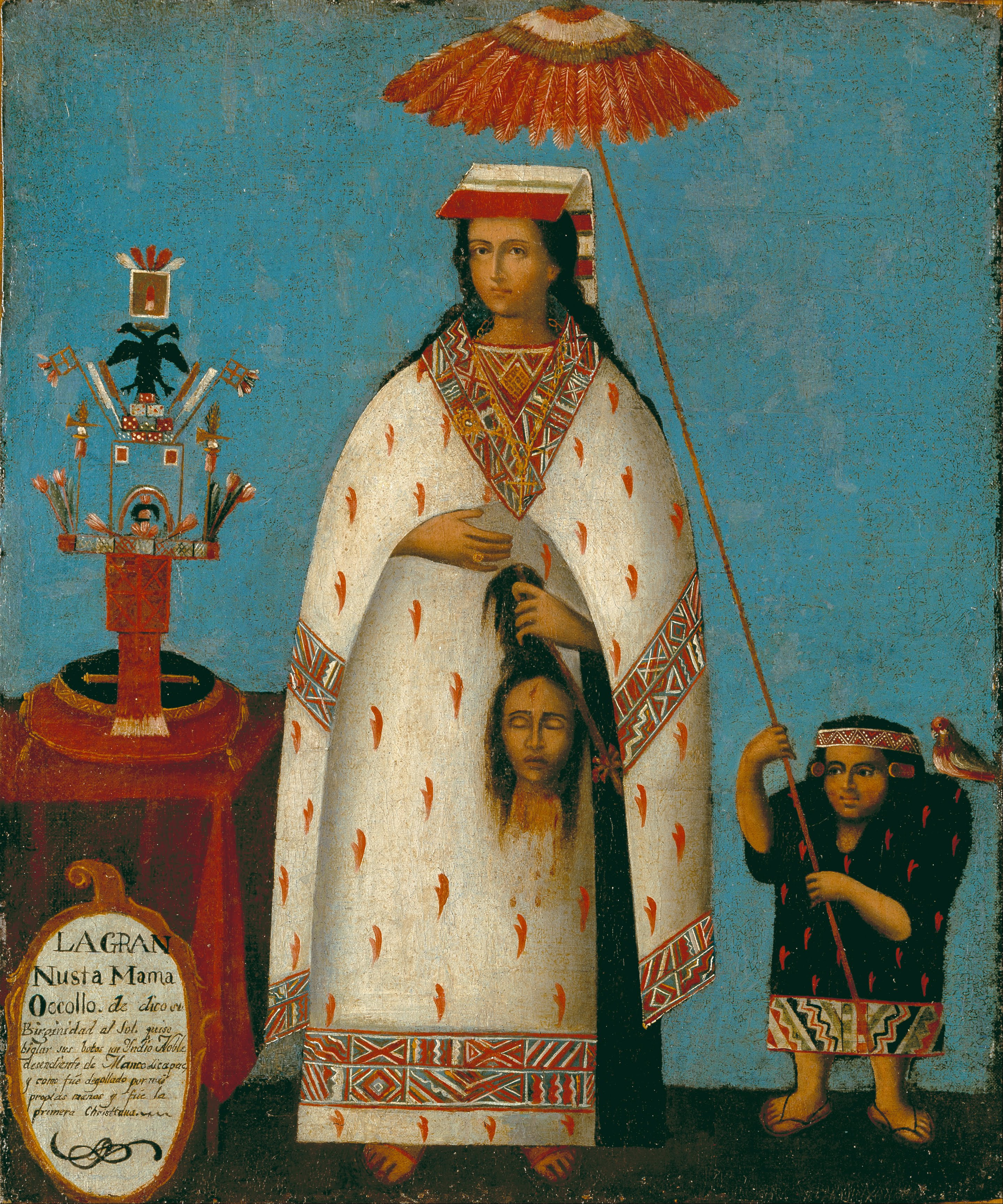
Peruánský malíř: Incká princezna
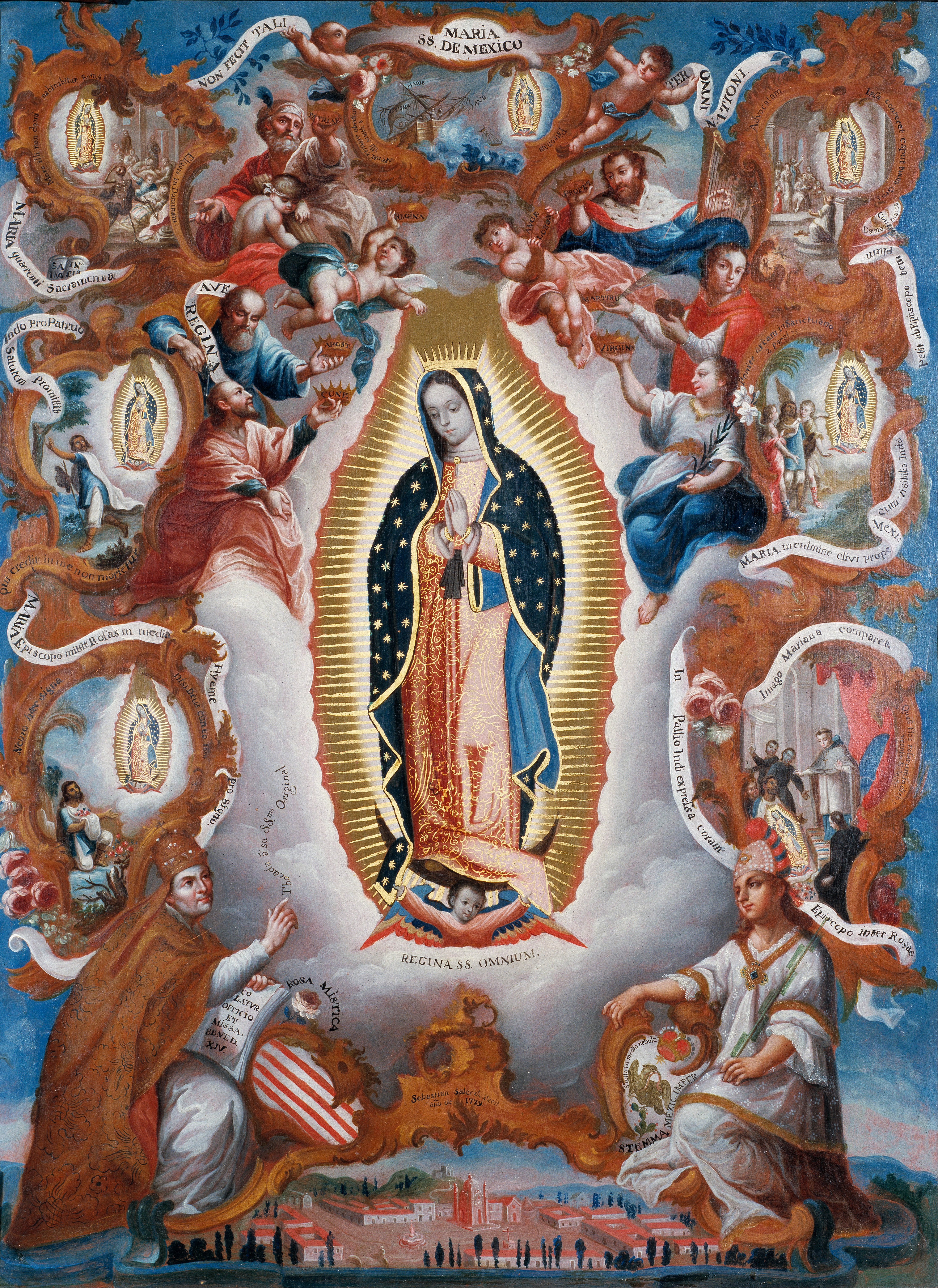
Mexický malíř: Panna Maria z Guadalupe
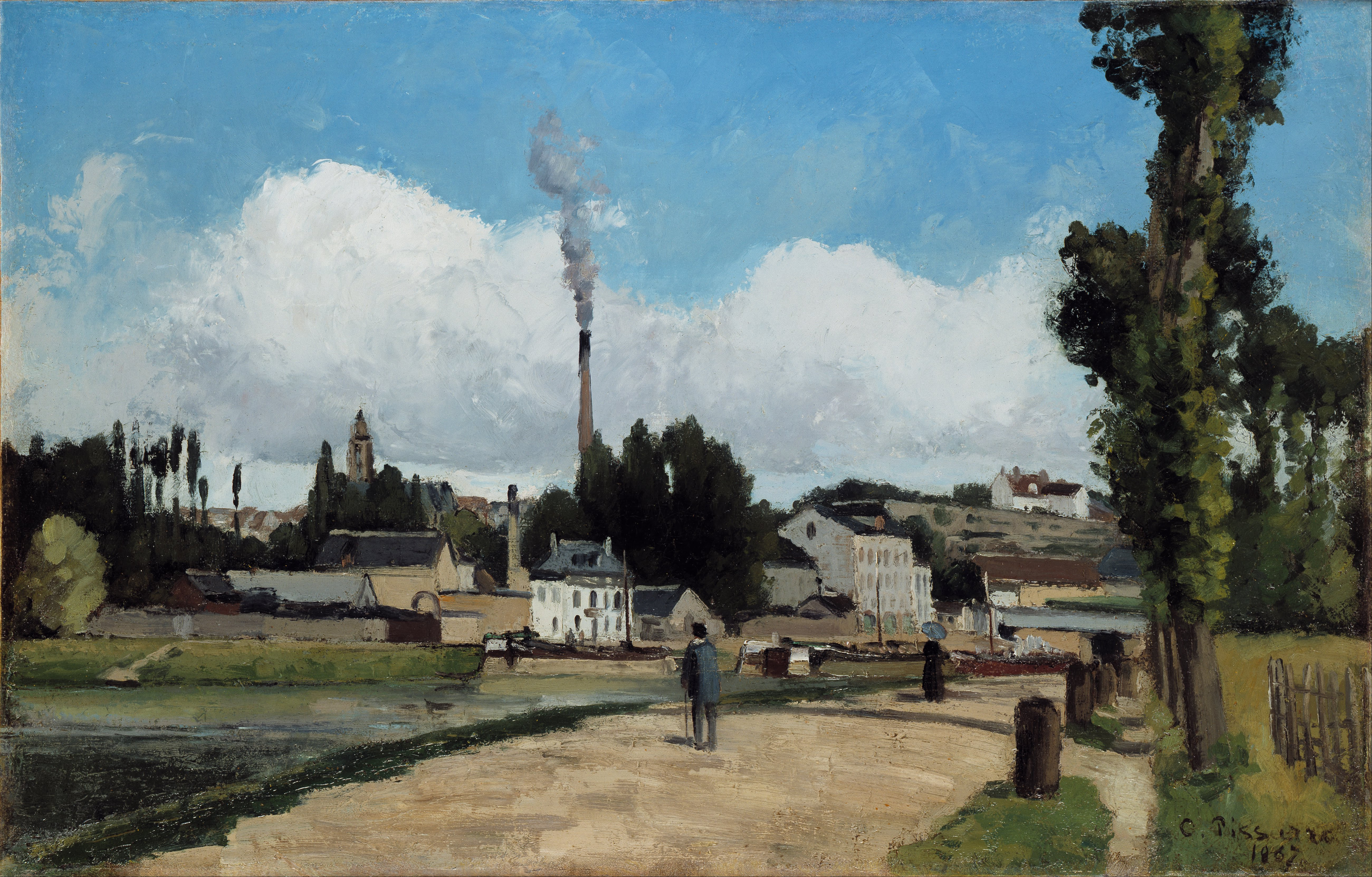
Camille Pissarro: Břehy Oisy u Pontoise
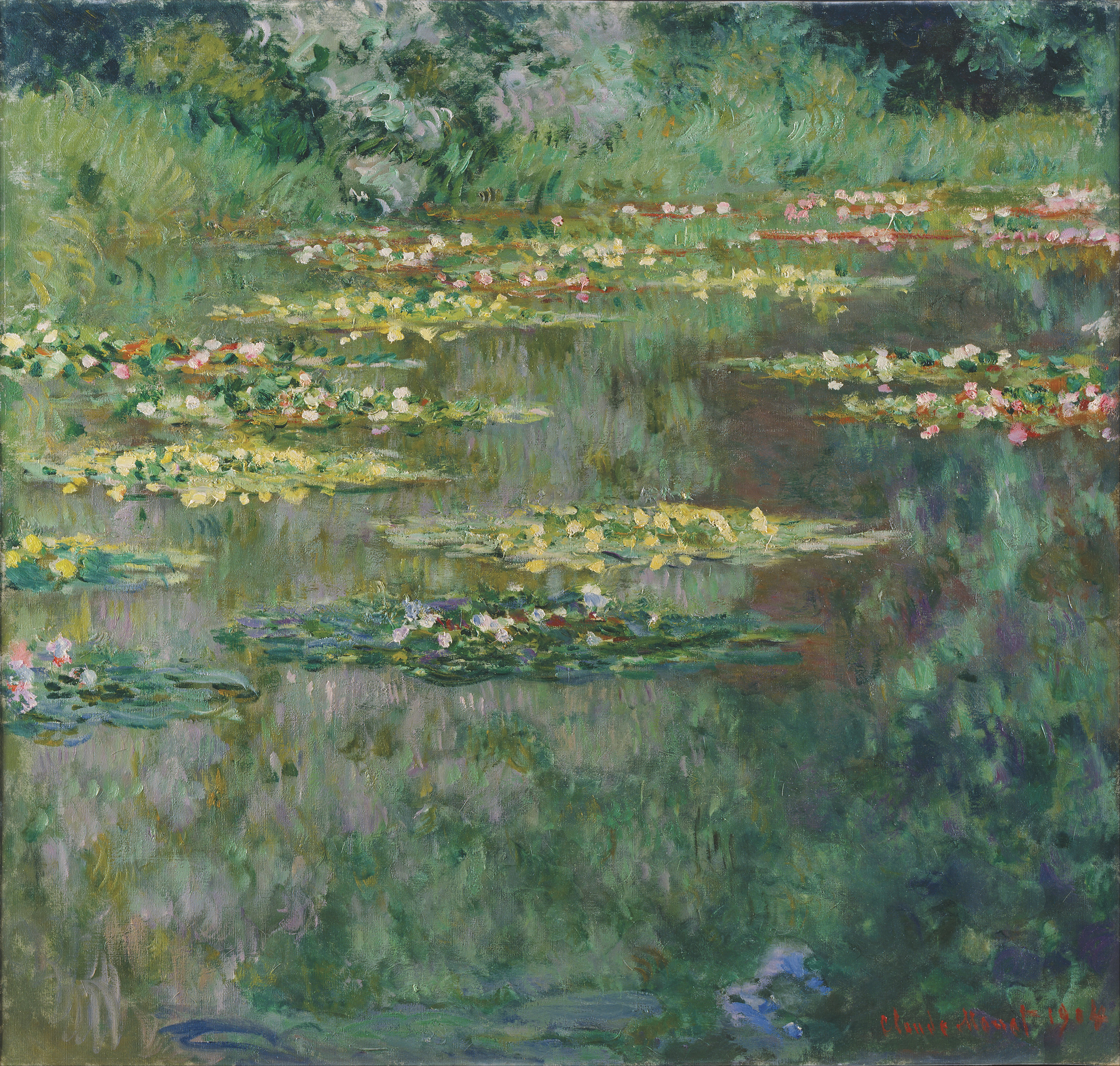
Claude Monet: Lekníny
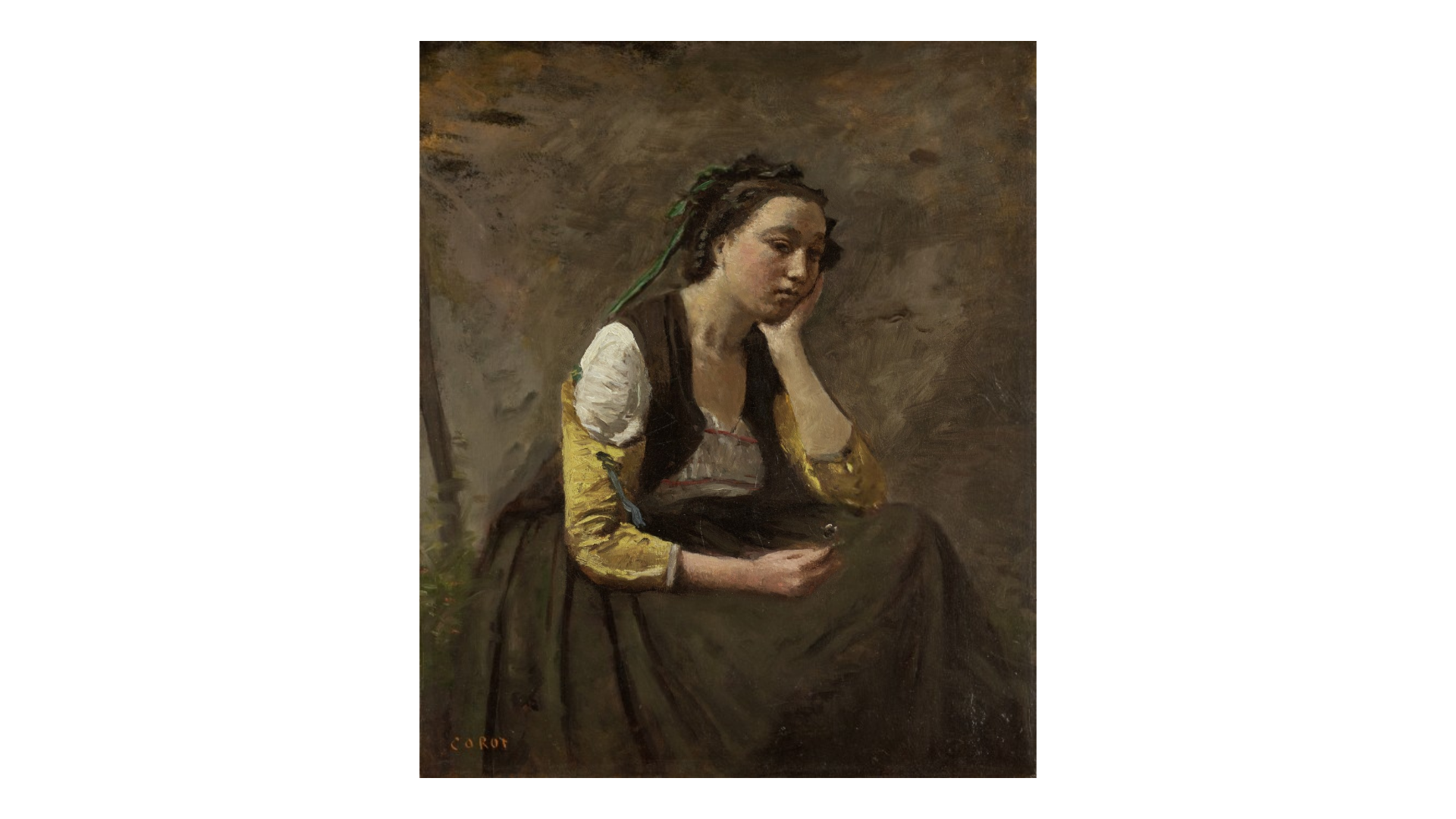
Camille Corot: Odpočívající žena
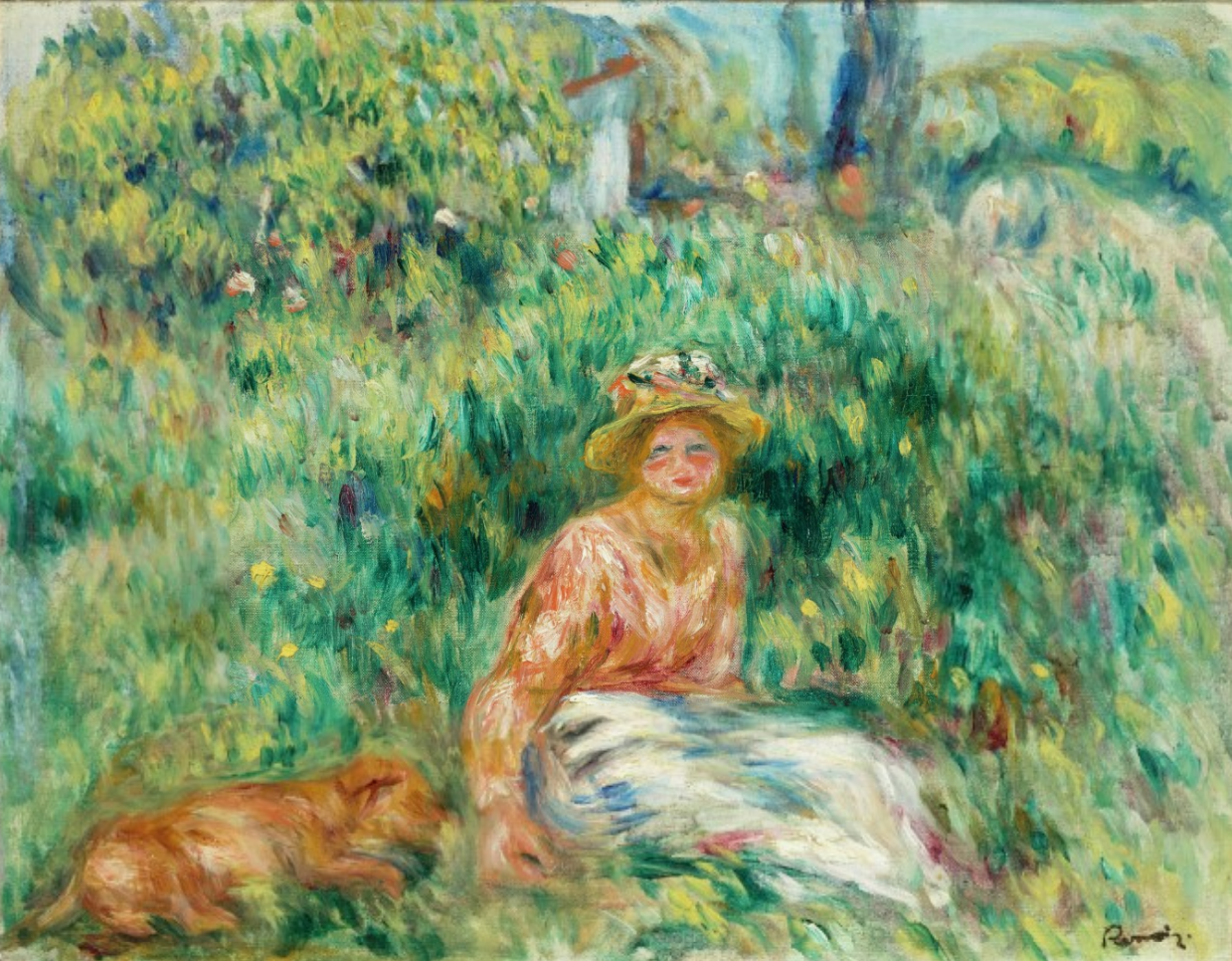
Auguste Renoir: Mladá žena na zahradě
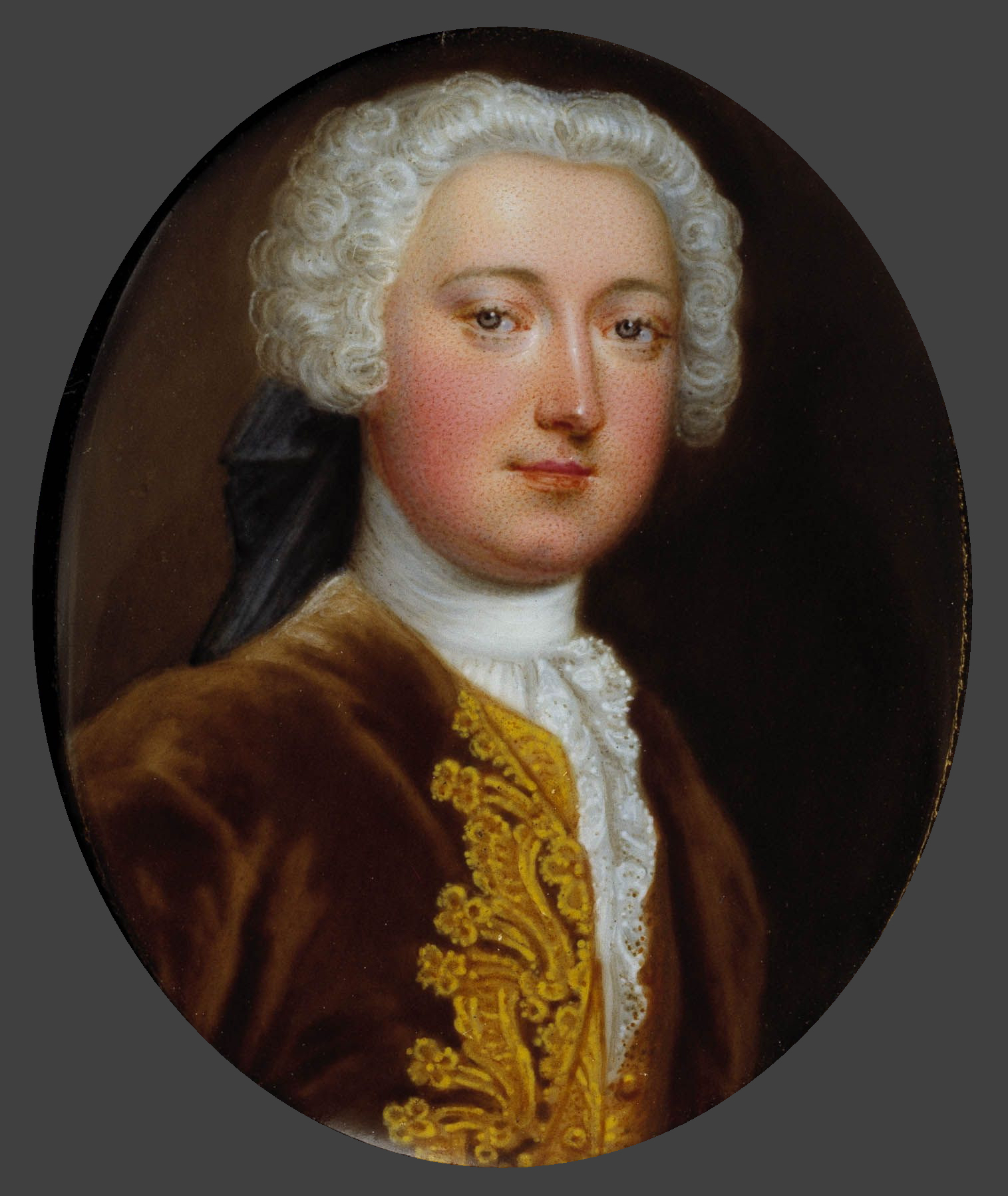
Christian Friedrich Zincke: William Gore
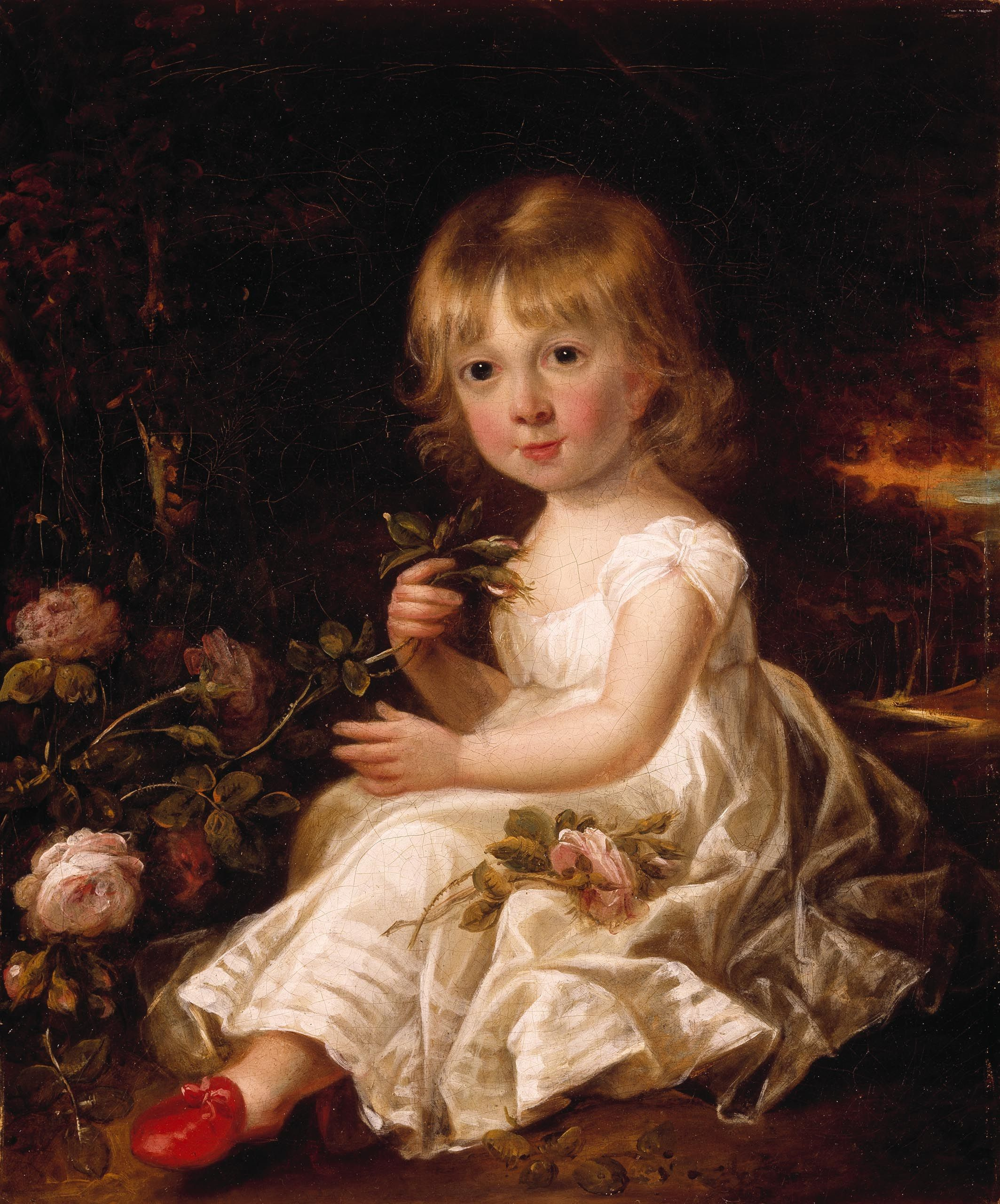
William Beechey: Portrét mladé dívky
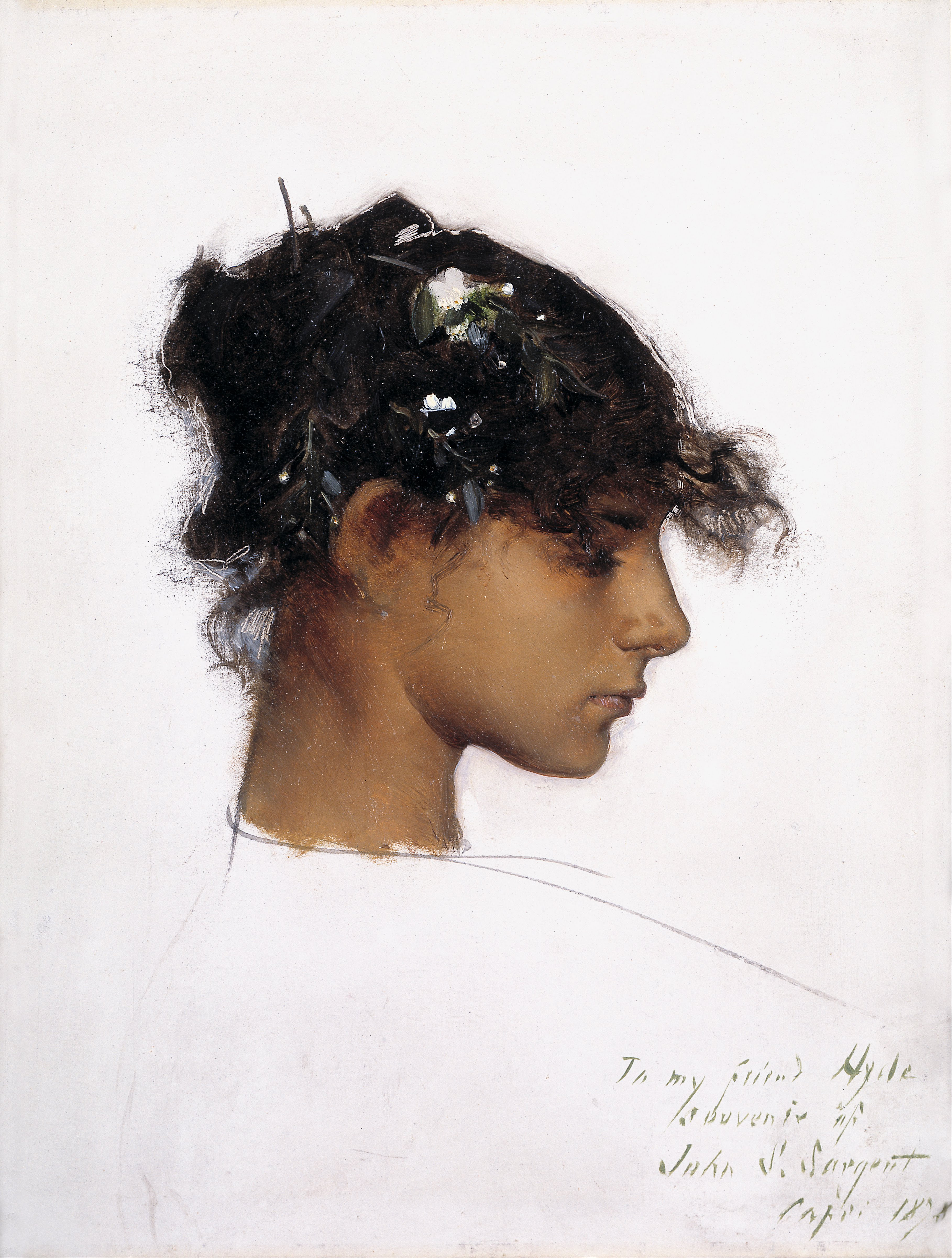
John Singer Sargent: Rosina Ferrarová, hlava dívky z Capri
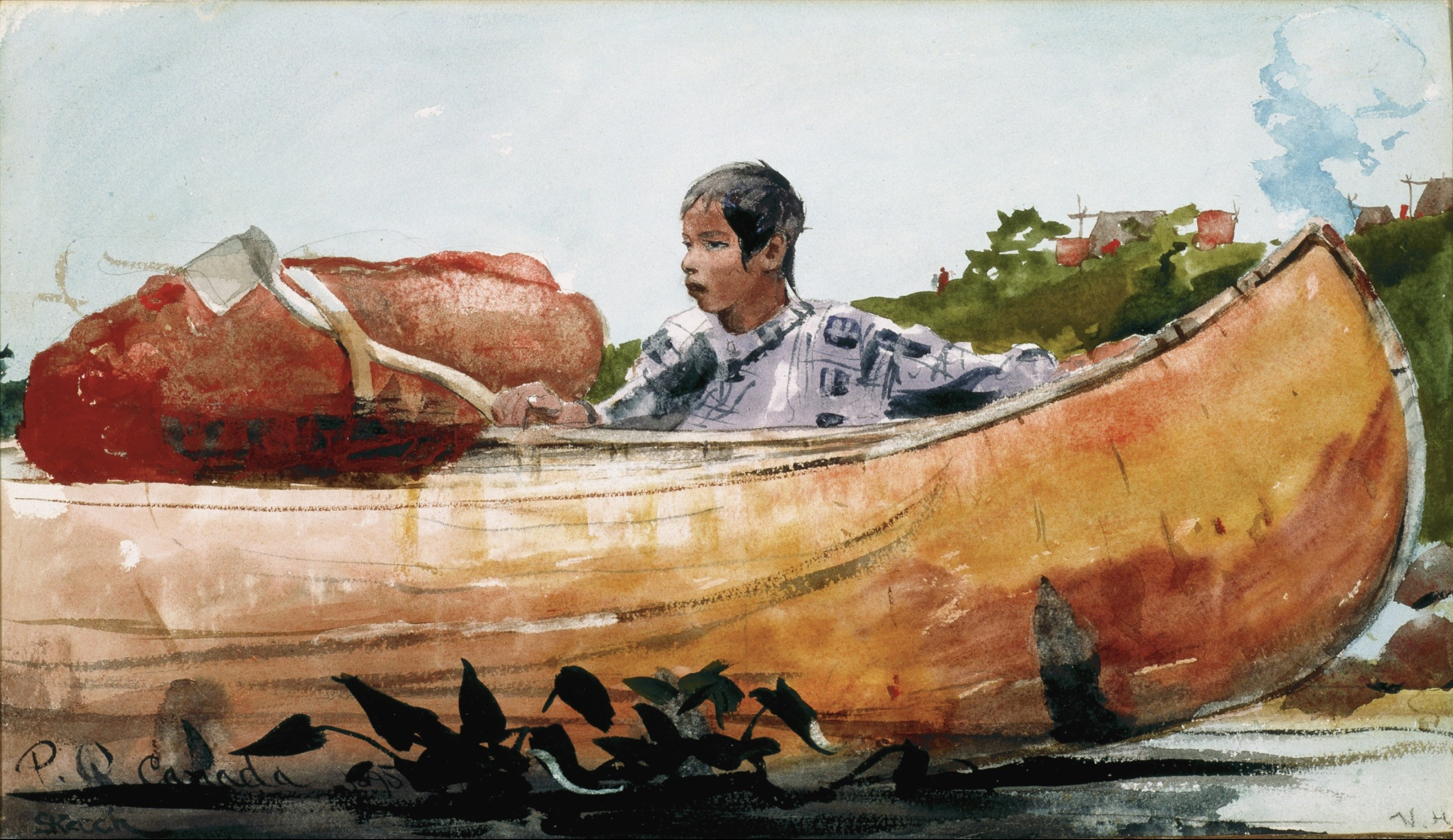
Winslow Homer: Indiánský chlapec na kanoi
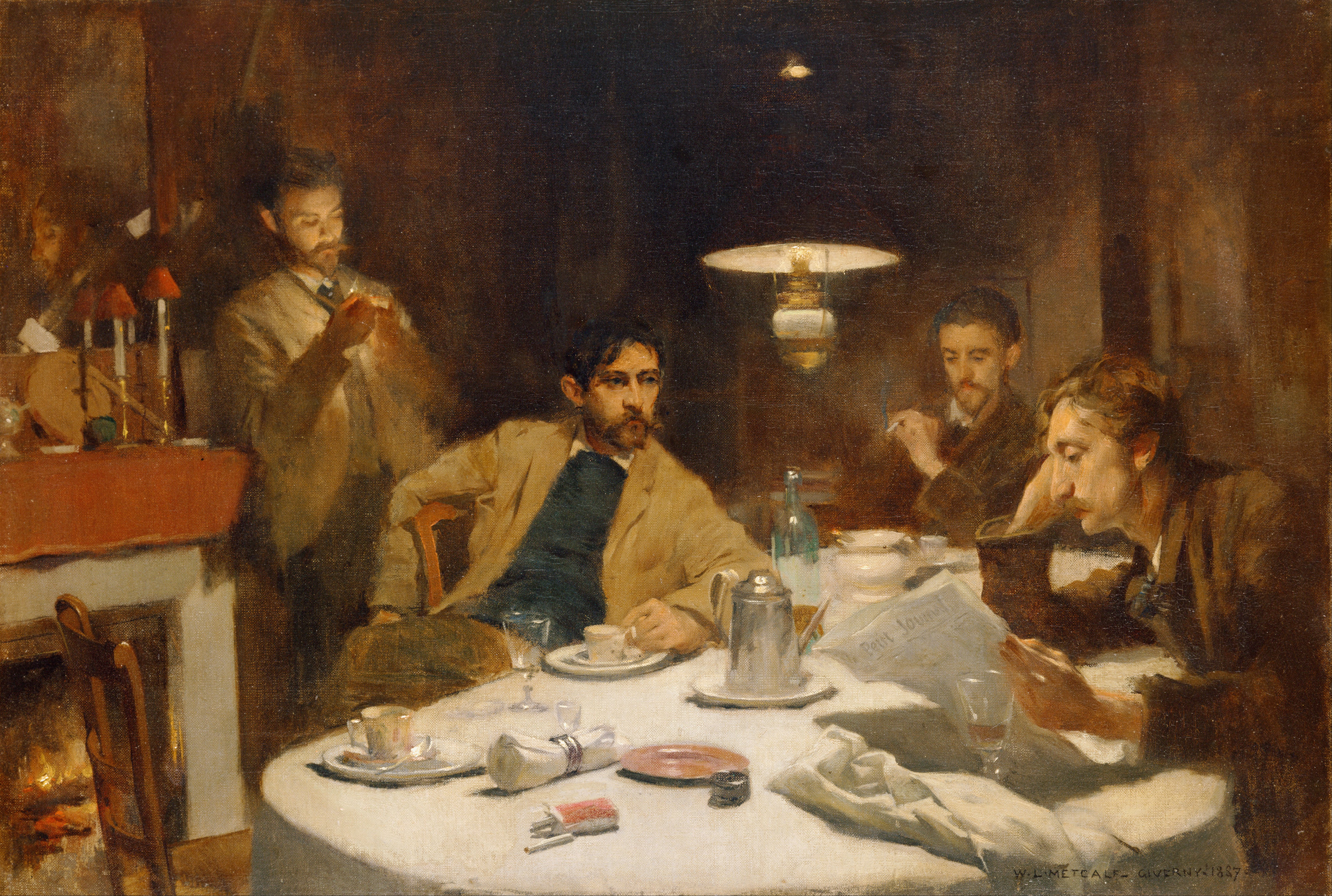
Willard Leroy Metcalf: Snídaně za deset centů
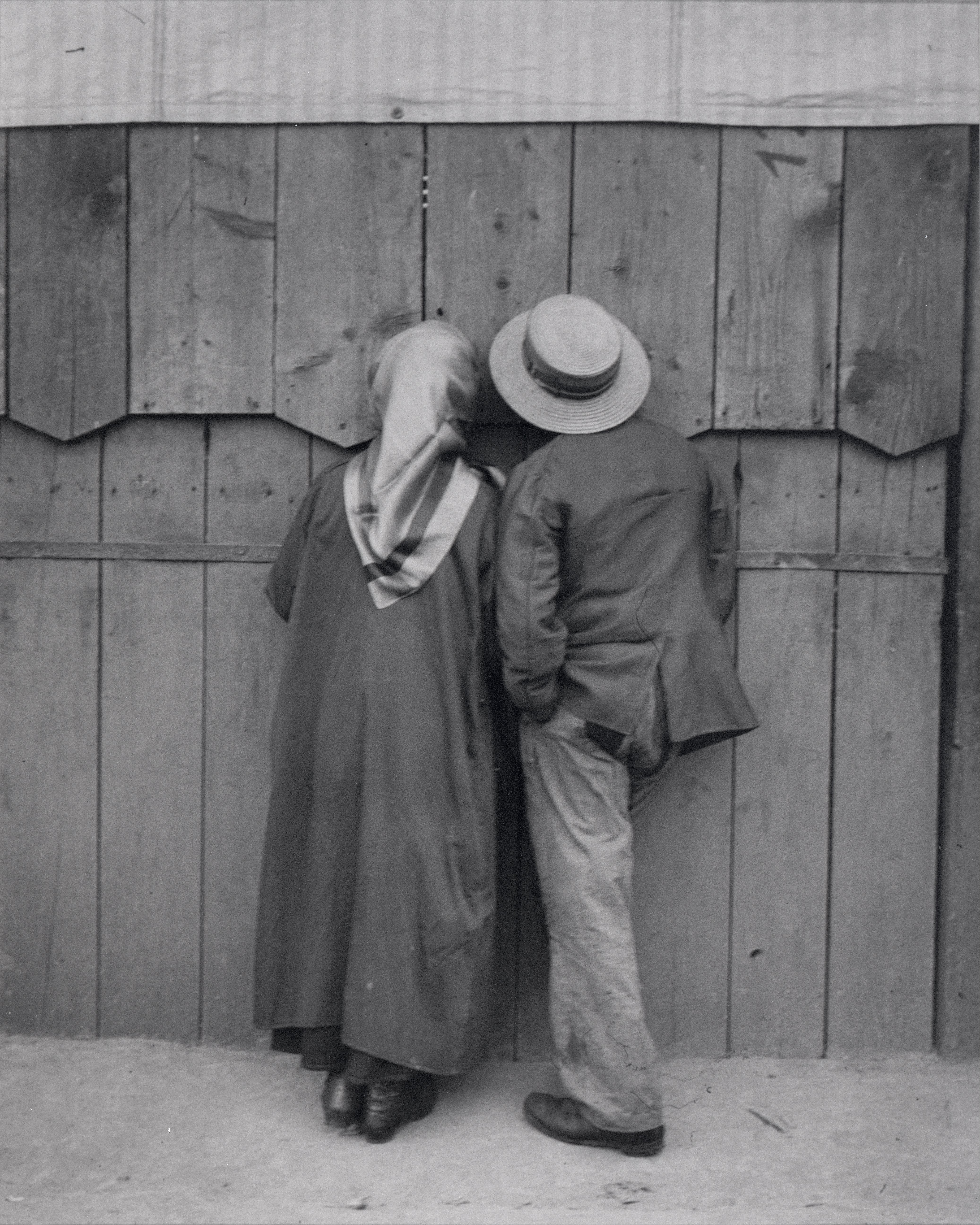
André Kertész: Cirkus, Budapešť, 19. května 1920